# Episodi di Hot in Cleveland (prima stagione)
La prima stagione della serie televisiva Hot in Cleveland è stata trasmessa dal 16 giugno al 18 agosto 2010 sul canale televisivo statunitense TV Land.
In Italia è stata trasmessa dal 19 aprile al 14 giugno 2011 su Fox Life.
| nº | Titolo originale            | Titolo italiano               | Prima TV USA   | Prima TV Italia |
| -- | --------------------------- | ----------------------------- | -------------- | --------------- |
| 1  | Pilot                       | Benvenute a Cleveland!        | 16 giugno 2010 | 19 aprile 2011  |
| 2  | Who's Your Mama?            | L'amore non ha età            | 23 giugno 2010 | 19 aprile 2011  |
| 3  | Birthdates                  | Regali di compleanno          | 30 giugno 2010 | 26 aprile 2011  |
| 4  | The Sex That Got Away       | Sesso, vendetta e rock'n'roll | 7 luglio 2010  | 3 maggio 2011   |
| 5  | Good Neighbors              | Buon vicinato                 | 14 luglio 2010 | 10 maggio 2011  |
| 6  | Meet the Parents            | Genitori in visita            | 21 luglio 2010 | 17 maggio 2011  |
| 7  | It's Not That Complicated   | Ritorno di fiamma             | 28 luglio 2010 | 24 maggio 2011  |
| 8  | The Play's the Thing        | Romeo e Giulietta             | 4 agosto 2010  | 31 maggio 2011  |
| 9  | Good Luck Faking the Goiter | Una strana malattia           | 11 agosto 2010 | 7 giugno 2011   |
| 10 | Tornado                     | Il tornado                    | 18 agosto 2010 | 14 giugno 2011  |